# Ferdinand von dem Bongart
Ferdinand Franz Josef Reichsfreiherr von dem Bongart (* 18. Januar 1773 in Düsseldorf; † 2. Juni 1850 auf Schloss Paffendorf) war Erbkämmerer des Herzogtums Jülich und Abgeordneter im rheinländischen Provinziallandtag.

## Leben
Ferdinand von dem Bongart war der Sohn des jülischen Erbkämmerers, pfalzbaierischen Kämmerers und Rittergutsbesitzers Sigismund Reinhard Hugo Josef von dem Bongart (* 1744; † 3. August 1783) und dessen Frau Maria Anna Augusta geborene Gräfin von Leerodt (1747–1813). Er heiratete am 25. Januar 1880 Charlotte Wilhelmine Maria Anna Margarethe Freiin von Waldbott-Bassenheim-Bornheim (* 25. Juli 1776; † 18. Juni 1870). Erbe von Titel und Familiengut wurde Ludwig von dem Bongart.
Ferdinand von dem Bongart war jülischer Erbkämmerer (neu verliehen in Berlin am 15. Oktober 1840). Er lebte als Rittergutsbesitzer auf Schloss Paffendorf und war seit 3. November 1845 Besitzer des Familienfideikommisses Pfaffendorf, Bohlendorf und Heyden.
1826 wurde er im Wahlbezirk Koblenz in der zweiten Kurie in den Provinziallandtag gewählt, ließ sich dort aber durch Franz Ludwig Graf Beissel von Gymnich vertreten. 1828 bis 1830 war er Abgeordneter des zweiten Standes. 1848 war er Unterzeichner der Petition des Adels an die preußische Nationalversammlung zur Aufrechterhaltung des Adels. Er war Mitglied des Kunst-Vereins für die Rheinlande und Westfalen.